# Jean-Claude Pecker

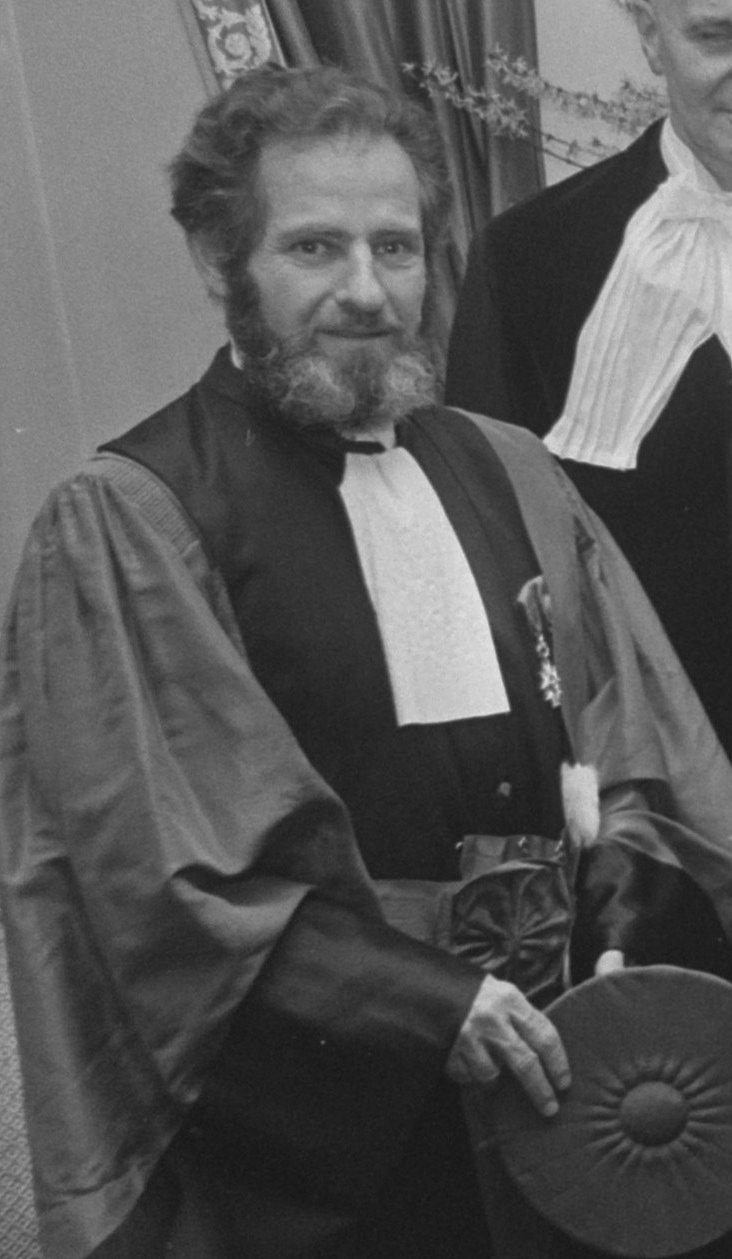
Jean-Claude Pecker 1970

Jean-Claude Pecker  (* 10. Mai 1923 in Reims; † 20. Februar 2020 in Port-Joinville) war ein französischer Astrophysiker.

## Leben
Pecker studierte an der École normale supérieure (Paris) unter anderem bei Alfred Kastler und erhielt 1946 die Agrégation. 1950 wurde er an der Sorbonne promoviert. 1952 bis 1955 war er Maître de conférences in Clermont-Ferrand und danach am Pariser Observatorium. 1962 bis 1969 war er Direktor des Observatoriums in Nizza und 1963 bis 1988 war er Professor für theoretische Astrophysik am Collège de France. Außerdem war er 1972 bis 1978 Direktor des Pariser Instituts für Astrophysik.
Pecker war 1964 bis 1967 Generalsekretär der International Astronomical Union. Er war 1973 bis 1976 Präsident der Société astronomique de France (SAF) und der französischen Gesellschaft der Amateurastronomen. Außerdem war er bekannt für seine Bekämpfung von pseudowissenschaftlichen Aktivitäten wie Astrologie und war 1999 bis 2001 Präsident der darin aktiven Association française pour l'information scientifique (AFIS). 1990 bis 1996 war er Vizepräsident der nationalen französischen UNESCO-Kommission.
Als Astrophysiker befasste er sich mit den Atmosphären der Sonne und der Sterne. Seit den 1950er Jahren trat er als Vertreter von Alternativen zum Standardmodell der Kosmologie (Big Bang Theorie) hervor. Noch 2004 veröffentlichte er mit anderen (wie Jayant Narlikar, Hermann Bondi, Thomas Gold, Halton Arp) einen offenen Brief im New Scientist (22. Mai 2004) mit Kritik an der Big Bang Theorie.
Politisch war er seit seiner Jugend Trotzkist.
Von ihm stammen viele populärwissenschaftliche Bücher zur Astronomie, und er veröffentlichte auch Gedichtbände.

## Preise und Auszeichnungen
1956 erhielt er die Silbermedaille des CNRS, 1967 den Jules-Janssen-Preis, 1969 den Prix des trois physiciens und 1974 den Prix Jean Perrin.
1977 wurde er Mitglied der Académie des Sciences und 1979 assoziiertes Mitglied der Königlichen Akademie der Wissenschaften von Belgien, er war Mitglied der Akademien von Lüttich und Bordeaux und der Academia Europaea. Er war Kommandeur der Ehrenlegion, Kommandeur des Ordre des Palmes Académiques und erhielt das Großkreuz des Ordre national du Mérite. Er war 2003 Kandidat der Académie française.
Der Asteroid (1629) Pecker ist nach ihm benannt.

## Schriften (Auswahl)

### Monografien
- mit Evry Schatzman: Astrophysique générale. Paris, Masson 1959.
- L’Astronomie expérimentale. Presses universitaires de France, Paris 1969.
- mit Agnès Acker: L'univers astronomique. Observatoire de Strasbourg, Strasbourg 2001 (2006), ISBN 978-2-906361-07-2.

### Herausgebertätigkeit
- L’Astronomie nouvelle. Hachette, Paris 1971.
- Astronomie. 2 Bände. Flammarion, Paris 1985.
- Understanding the Heavens: Thirty centuries of astronomical ideas from ancient thinking to modern cosmology. Springer 2001.
- L'univers exploré, peu à peu expliqué. Odile Jacob, Paris 2003.